# Манукян, Хачик Вагинакович
Хачи́к Вагина́кович Манукя́н (арм. Խաչիկ Մանուկյան, 2 августа 1959, село Мастара, Талинский район) — бывший депутат парламента Армении.
- 1980—1985 — Ереванский сельскохозяйственный институт. Инженер-механик.
- 1977—1980 — служил в советской армии.
- 1985—1994 — начальник цеха, заместитель директора механического завода министерства стройпромышленности Армянской ССР.
- 1994—2003 — начальник коммерческого управления, генеральный директор в госкомитете «Армводстрой», председатель концерна «Макс-групп».
- 2003—2007 — депутат парламента. Член постоянной комиссии по обороне, национальной безопасности и внутренним делам. Беспартийный.
- 27 августа 2007 — избран депутатом парламента. В комиссиях не участвует. Член партии «РПА».